# 2003 Las Vegas Desert Classic
Wyniki turnieju Las Vegas Desert Classic w 2003. 

## Wyniki mężczyzn

### Faza grupowa
Grupa A

- Terry Jenkins	-	Alex Roy	8 - 4
- Alex Roy	-	Phil Taylor	3 - 8
- Terry Jenkins	-	Phil Taylor	3 - 8

Grupa B

- Bob Anderson	-	Dave Smith	8 - 3
- Dave Smith	-	John Part	7 - 8
- Bob Anderson	-	John Part	4 - 8

Grupa C

- Wayne Mardle	-	Andrew Davies	8 - 5
- Andrew Davies	-	Roland Scholten	4 - 8
- Wayne Mardle	-	Roland Scholten	5 - 8

Grupa D	

- Paul Williams	-	Denis Ovens	8 - 5
- Denis Ovens	-	Peter Manley	8 - 7
- Paul Williams	-	Peter Manley	4 - 8

Grupa E	

- Steve Beaton	-	Tony Payne	8 - 4
- Tony Payne	-	Ronnie Baxter	8 - 1
- Steve Beaton	-	Ronnie Baxter	8 - 7

Grupa F	

- Jamie Harvey	-	Roger Carter	8 - 5
- Roger Carter	-	Colin Lloyd	7 - 8
- Jamie Harvey	-	Colin Lloyd	4 - 8

Grupa G	

- Robbie Widdows	-	Les Hodkinson	8 - 5
- Les Hodkinson	-	Alan Warriner	5 - 8
- Robbie Widdows	-	Alan Warriner	3 - 8

Grupa H	

- Richie Burnett	-	Dennis Priestley	8 - 6
- Dennis Priestley	-	Dennis Smith	5 - 8
- Richie Burnett	-	Dennis Smith	4 - 8

### Ćwierćfinały
najlepszy w 15 legach			
- Steve Beaton 	-	Peter Manley 	6 - 8
- Dennis Smith 	-	John Part 	3 - 8
- Alan Warriner 	-	Phil Taylor 	5 - 8
- Roland Scholten 	-	Colin Lloyd 	5 - 8

### Półfinały
najlepszy w 25 legach			
- Peter Manley 	-	Colin Lloyd 	13 - 9
- John Part 	-	Phil Taylor 	13 - 10

### Finał
najlepszy w 31 legach

6 July 2003
- Peter Manley 	-	John Part 	16 - 12

## Wyniki turnieju kobiet

### Półfinał
najlepszy/a w 11 legach		
- Stacy Bromberg 	-	Jane Stubbs 	4 - 2
- Crissy Howat 	-	Deta Hedman 	0 - 4

### Finał
najlepszy/a w 11 legach		
- Stacy Bromberg 	-	Deta Hedman 	6 - 4